# Víctor Amadeu I de Savoia
Víctor Amadeu I de Savoia (nascut a Torí, Savoia el 8 de maig de 1587 - Vercelli 7 d'octubre de 1637) fou el duc de Savoia entre 1630 i 1637.

## Orígens familiars
Va néixer el 8 de maig de 1587 a la ciutat de Torí, capital del Ducat de Savoia, fill del duc de Savoia duc Carles Manuel I de Savoia i Caterina Micaela d'Espanya. Fou net per línia paterna del també duc Manuel Filibert de Savoia i Margarida de Valois, i per línia materna de Felip II de Castella i Isabel de Valois.

## Joventut
Gran part de la seva joventut va transcórrer en la cort de Felip II i Felip III de Castella a la ciutat de Madrid, per exprés desig del seu pare. A la mort del seu germà gran, Felip Manuel de Savoia, ocorreguda el 1605 Víctor Amadeu va ser nomenat hereu legítim i Carles Manuel I va fer que tota la cort jurés fidelitat al seu segon fill a la població de Racconigi el 21 de gener de 1607.

## Núpcies i descendents

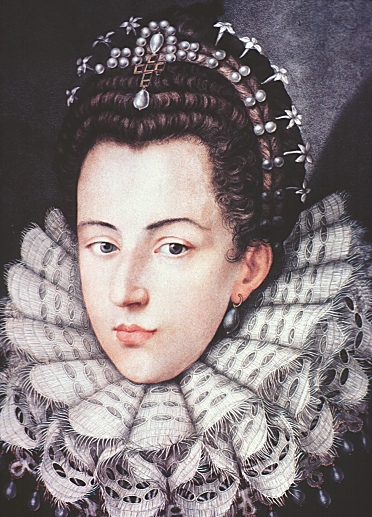
Imatge de Maria Cristina de França

Després de la crisi de les seves relacions entre el Ducat de Savoia i la Monarquia Hispànica i l'acostament al Regne de França, Víctor Amadeu fou casat el 10 de febrer de 1619 al Palau del Louvre amb Maria Cristina de França, filla d'Enric IV de França i Maria de Mèdici i germana de Lluís XIII de França gràcies a la intercessió de Francesc de Sales. D'aquesta unió nasqueren:
- Lluís Amadeu de Savoia (1622-1628)
- Francesc Jacint de Savoia (1632-1638), duc de Savoia.
- Carles Manuel II de Savoia (1634-1675), duc de Savoia, casat primer amb Francesca Magdalena d'Orleans (1648-1664), i després amb Maria Joana de Savoia-Nemours (1644-1724).
- Lluísa Cristina de Savoia (1629-1692), casada el 1642 amb el seu oncle Maurici de Savoia.
- Margarida Violant de Savoia (1635-1663), casada el 1660 amb Ranuccio II de Parma.
- Enriqueta Adelaida de Savoia (1636-1676), casada el 1652 amb Ferran I Maria de Baviera.
- Caterina Beatriu de Savoia (1636-1637).

La parella va romandre a la ciutat de París fins al setembre de 1619 i després es van dirigir al Piemont. Al novembre, després d'arribar a Chambéry, van ser rebuts per la cort i es van iniciar les festes. Cristina va dur fins a Torí el gust mundà que per aquella època es respirava en la cort parisenca. Víctor Amadeu, un home més aviat sobri, no li agradava participar en les festes que organitzava la seva esposa, a pesar que pel que sembla sentia per ella un profund amor, realitzant passejos solitaris pel bosc o practicant la caça.

## Ascens al tron ducal
A la mort del seu pare, ocorreguda el juliol de 1630, fou nomenat duc de Savoia. La política de Carles Manuel havia conduït a una gran inestabilitat en les relacions amb França i la Monarquia Hispànica. Per a defensar l'Estat, Víctor Amadeu I necessitava exèrcit, però mancava dels diners necessaris per a reclutar mercenaris i també de la força necessària per a crear un potent exèrcit piemontès.
Per aquesta raó va decidir subscriure el Tractat de Cherasco l'any 1631, durant l'anomenada guerra de successió de Màntua, pel qual Savoia rebia Pineròl, si bé segons un tractat secret entre el ducat i el Regne de França va permetre als francesos conservar aquesta important plaça alhora que Víctor Amadeu va rebre la ciutat de Ginebra.
Tractant de crear, sota la direcció del cardenal Richelieu, una Lliga entre els diferents estats italians contra el domini dels Habsburg espanyols, Víctor Amadeu va conduir algunes operacions militars entre 1636 i 1637. Després d'una brillant victòria davant els espanyols a Mombaldone, la nit del 25 de setembre de 1637 el duc de Crécy va oferir un gran sopar al duc de Savoia, al terme del qual diferents convidats es van sentir indisposats. Després de ser traslladat a la ciutat de Vercelli, on morí el 7 d'octubre del mateix any. La seva esposa va quedar encarregada de la regència durant la minoria d'edat del seu fill.